# Ceerigaabo
Ceerigaabo (arab. Irighabu) – miasto w północno-zachodniej Somalii, na terenie Somalilandu. Według danych na rok 2005 miasto liczyło 31 098 mieszkańców.
We wschodniej części miasta znajduje się lotnisko.